# Rescuers Hills
Die Rescuers Hills (englisch; polnisch Wzgórza Ratowników ‚Retter-Hügel‘) sind eine Gruppe von Hügeln auf King George Island im Archipel der Südlichen Shetlandinseln. Sie ragen zwischen dem Ecology Glacier und dem Sphinx Hill am Ufer der Admiralty Bay auf.
Polnische Wissenschaftler benannten sie 1980 zu Ehren von Wieslaw Kowalski, Lechoslaw Kumoch und Krzysztof Zubek, die gemeinsam ihre Kollegen Krzysztof Birkenmajer und Stanislaw Baranowski nach einem schweren Unfall gerettet hatten.